# Falting
Falting ist ein Stadtteil von Tittmoning im oberbayerischen Landkreis Traunstein. Der Weiler liegt circa fünf Kilometer südlich von Tittmoning.

## Baudenkmäler
Siehe: Liste der Baudenkmäler in Tittmoning#Weitere Ortsteile